# 罗伯塔斯·亚夫托卡斯
罗伯塔斯·亚夫托卡斯（1980年3月20日—），生于立陶宛希奥利艾， 立陶宛职业篮球运动员，司职中锋，身高210公分，2000年被选入立陶宛国家男子篮球队，2001年NBA选秀被圣安东尼奥马刺队在第二轮选中，背号56；现效力于俄罗斯著名球会莫斯科迪纳莫队。

## 技术能力
亚夫托卡斯拥有极佳的运动天赋，很长的臂展和好的协调性，垂直弹跳惊人。他拥有良好的弹跳能力，18岁时参加立陶宛联赛全明星扣篮大赛技惊四座，成功在3.592米的篮筐上完成灌篮，他视扣篮如探囊取物，不过他的罚球水平有待提高(50％左右)和中距离跳投能力有待加强，缺少稳定的中距离投篮，但他可以运球以及拥有客串外线球员的能力，良好的身体条件，好的弹跳，不错的抓篮板能力使他变成一位出色的防守队员。

## 留学美国
1997-98赛季在北卡罗莱那州的温斯顿－萨勒姆Bishop McGuinness高中打了一年高中联赛，翌年转学至阿克伦城的圣玛丽高中(St. Mary's High School)但是由于俄亥俄州对外州转学生的特殊规定亚夫托卡斯被禁止参加联赛。1999年秋进入亚利桑那大学，一个学期后因为不甘心长期坐板凳从而返回立陶宛加盟的Lietuvos Rytas队。

## 遭遇车祸
2002年3月1日，在立陶宛首都维尔纽斯附近的公路，亚夫托卡斯驾驶着他的本田摩托以接近140公里每小时的时遭遇了一场严重的车祸，接近一个交叉路口的时候亚夫托卡准备超越前面的小货车，但是小货车的司机并没有察觉摩托车的这一举动而向左转弯，亚夫托卡斯没有机会及时刹车撞上了小货车，失控的摩托又撞到了一辆迎面而来的汽车，亚夫托卡斯即刻被强大的撞击力抛出数米远，陷入路边的矮木丛里 昏迷醒来后，医生诊断判定他将告别篮球运动，一度被认为无法再次站起来；但他却用超出常人的意志力在哥哥和马刺的帮助和支持下重新站立起来，16个月后奇迹般的重回球场，在2003-2004 赛季正式重返赛场，虽然他已经不能如车祸前般的生龙活虎，虽然他已经不能再次展现出超高高度扣篮，但他依然是欧洲最出色的防守球员之一。

## 每赛季数据统计
- 2003-04赛季，ULEB杯赛13场比赛  10.0分,8.1个篮板,2.1次封盖,1.4次助攻；
- 2003-04赛季，立陶宛联赛  11.2分7.4个篮板1.2次助攻。(37场)
- 2004-05赛季，波罗的海地区联赛 17场比赛平均11.7分,7.1个篮板,1.8次抢断，投篮命中为56%；
- 2004-05赛季，ULEB杯赛16场比赛 7.3分,5.8个篮板,1.2次助攻，投篮命中率53.8%；
- 2004-05赛季，立陶宛联赛联赛中平均10.9分,6.8个篮板,1.3次助攻,1.9次封盖，投篮命中率54.3%(28场)；
- 04年雅典奥运，代表立陶宛国家对出战7场 每场16.4分钟,8.9分,4.4个篮板,68.4%(26-38)投篮命中率领先群雄；
- 2005欧洲杯赛，代表立陶宛国家对出战6场 11.0分,5.8个篮板,1.5次助攻，投篮命中率61.7%,罚球命中率47.1%。

## 职业生涯
- 1997-1999 - 立陶宛希奥利艾(BC Šiauliai)
- 1999-2000.1 - NCAA 亚利桑那大学
- 2000-2006 - 立陶宛Rytas
- 2006－2007- 雅典帕纳辛奈克斯
- 2007 -至今莫斯科迪纳莫

## 荣誉和成绩
- 2000-02 立陶宛联赛冠军
- 2005 波罗的海地区联赛亚军
- 2005 ULEB杯赛冠军
- 立陶宛联赛三届联赛全明星成员；
- 2002 立陶宛联赛全明星赛 MVP；
- 2000-01 获立陶宛联赛年度最佳新秀称号，
- 2001-02 被评为立陶宛联赛最佳防守球员。
- 2005 ULEB杯赛总决赛MVP